# 小行星2441
小行星2441（2441 Hibbs）是一颗围绕太阳公转的小行星。1979年6月25日，舒爾特·巴斯、埃莉諾·赫琳在赛丁泉山发现了此天体。
該小行星以發現者的朋友馬爾卡·希布斯（Marka Hibbs）和阿爾伯特·希布斯命名。
这颗小行星的绝对星等为216.680786649949等。